# Folkdräkter från Blekinge

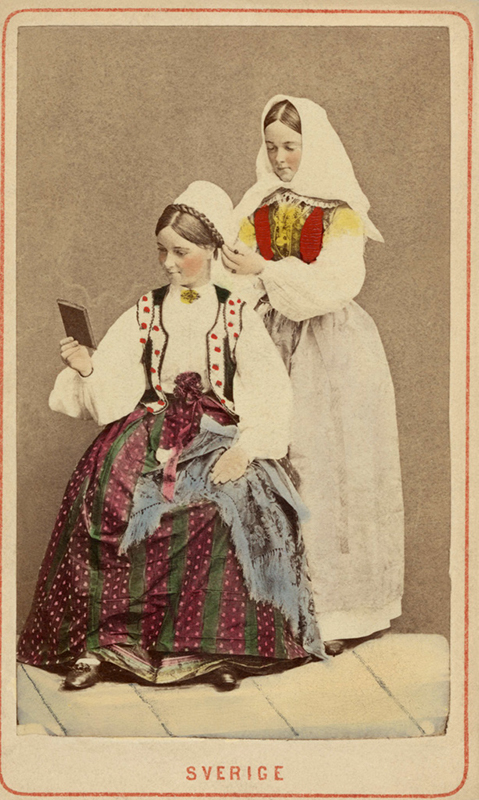
Världsutställningen i Paris 1867. Två kvinnor i folkdräkter från Blekinge - Nordiska Museet - NMA.0039850

Blekingska folkdräkter är svenska folkdräkter från Blekinge. Det finns 10 folkdräkter från Blekinge, 7 kvinnliga och 3 manliga. 
I tabellen nedan ses en förteckning över de 10 blekingska folkdräkterna. I tabellen ses var dräkten kommer ifrån, om det är en kvinno- eller mansdräkt, om den är dokumenterad, rekonstruerad eller komponerad och när den återupptogs i bruk. Tabellen bygger på Ulla Centergrans inventering av folkdräkter i Sverige 1988-1993, som publicerades i bokform av Nämnden för hemslöjdsfrågor och LRF:s kulturråd 1993. Syftet var att underlätta för den som ville skaffa sig en egen dräkt att lättare få en överblick över de som fanns.
| Dräkt                         | Kön    | Ursprung      | Återupptogs | Källa |
| Höljedräkten                  | Kvinna | Rekonstruerad | 1955        | [ 1 ] |
| Höljedräkten                  | Man    |               |             | [ 1 ] |
| Jämshögs socken               | Kvinna | Dokumenterad  | 1980-talet  | [ 1 ] |
| Ronneby brunn                 | Kvinna | Komponerad    | 1902        | [ 1 ] |
| Öllerska dräkten              | Kvinna | Rekonstruerad | 1955        | [ 1 ] |
| Öllerska dräkten              | Man    | Rekonstruerad | 1955        | [ 1 ] |
| Östra Blekinge                | Kvinna | Dokumenterad  |             | [ 1 ] |
| Östra Blekinge                | Man    | Dokumenterad  |             | [ 1 ] |
| Bruddräkt (hela landskapet)   | Kvinna | Dokumenterad  |             | [ 1 ] |
| Skördedräkt (hela landskapet) | Man    | Dokumenterad  |             | [ 1 ] |

## Galleri

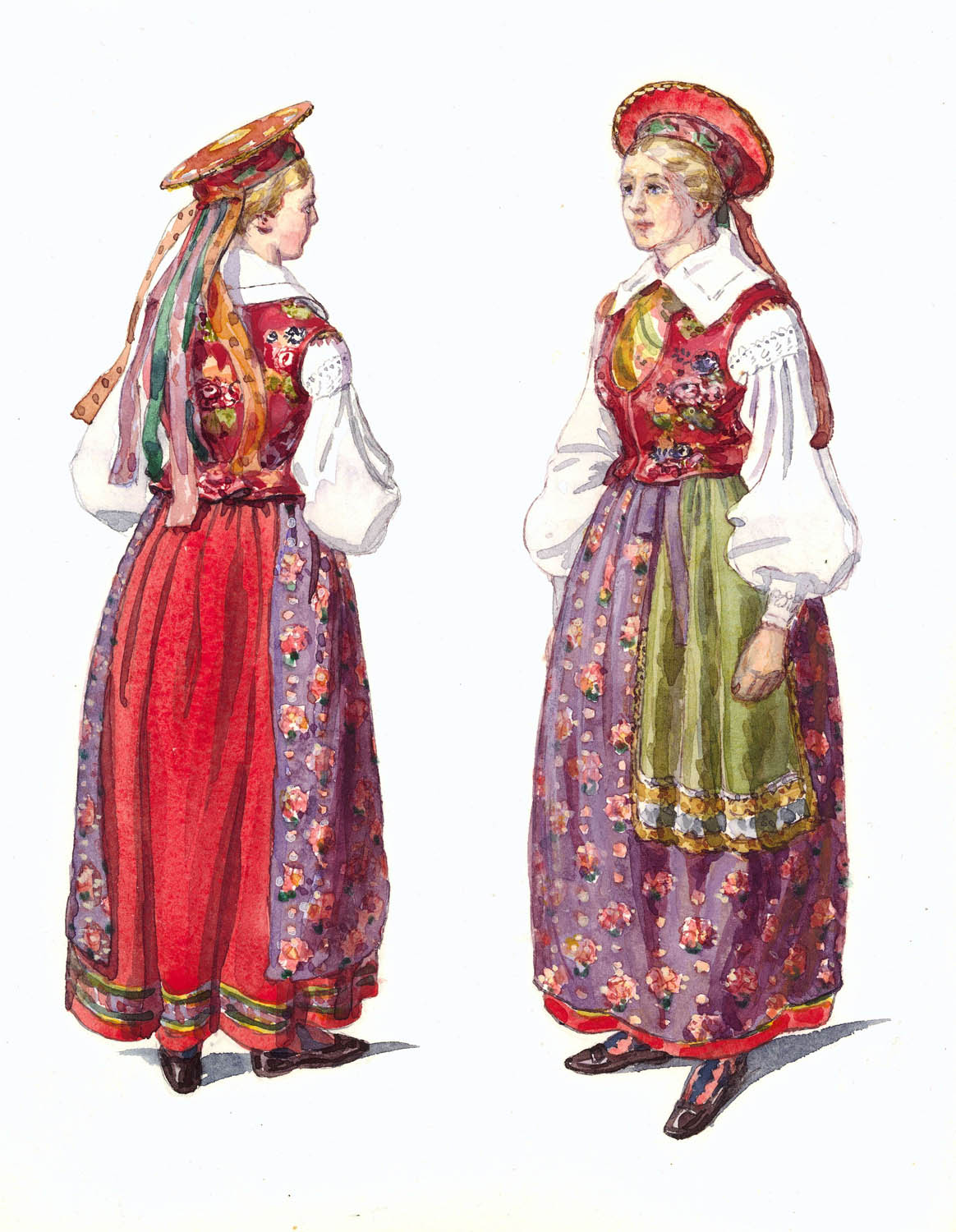
Kvinnodräkt, Medelstads härad, Blekinge. Akvarell av Emelie von Walterstorff - Nordiska Museet - NMA.0035300
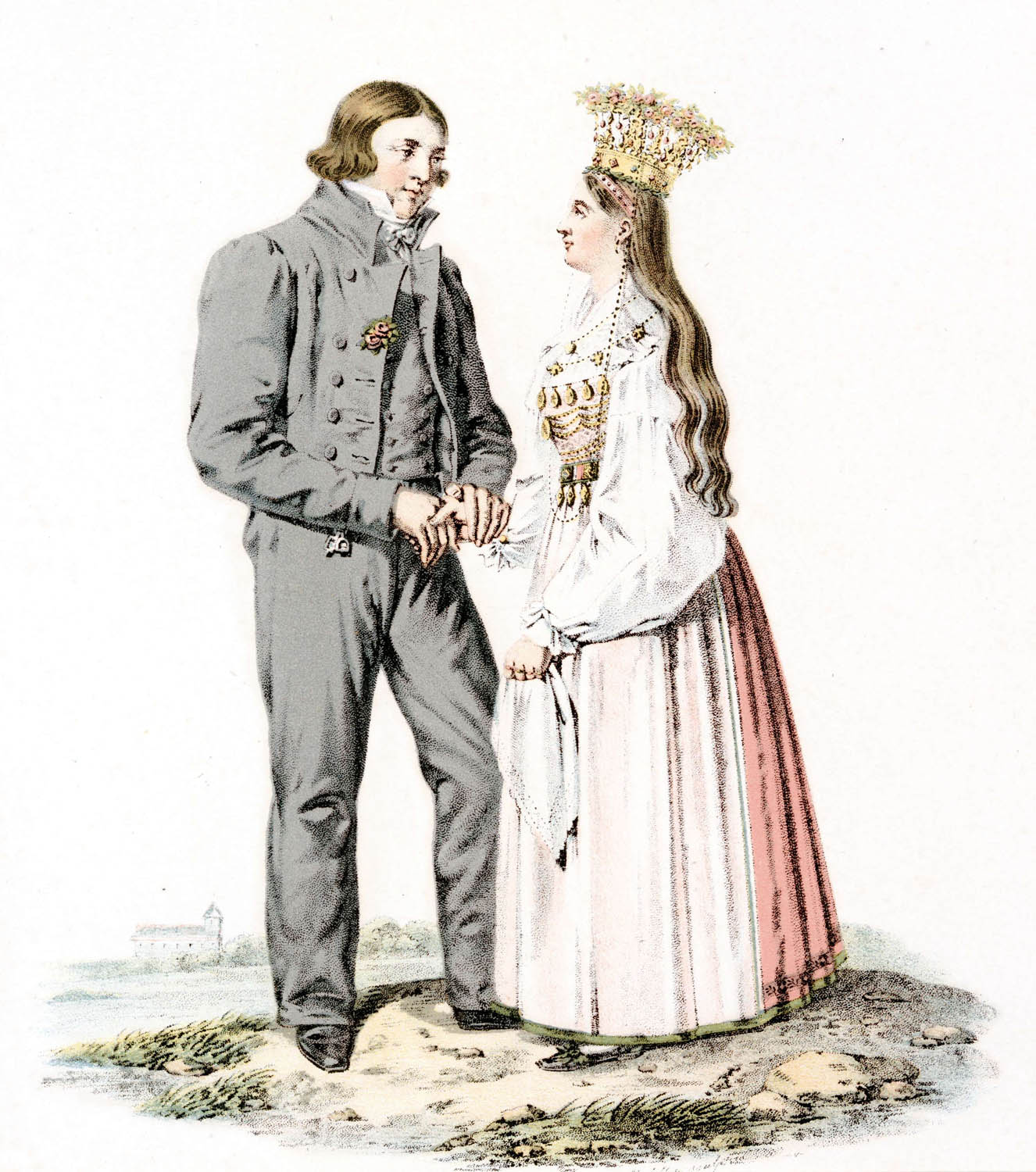
Brudpar. Folkdräkter, Östra härad, Jämjö socken, Blekinge. Bildtryck - Nordiska Museet - NMA.0035431
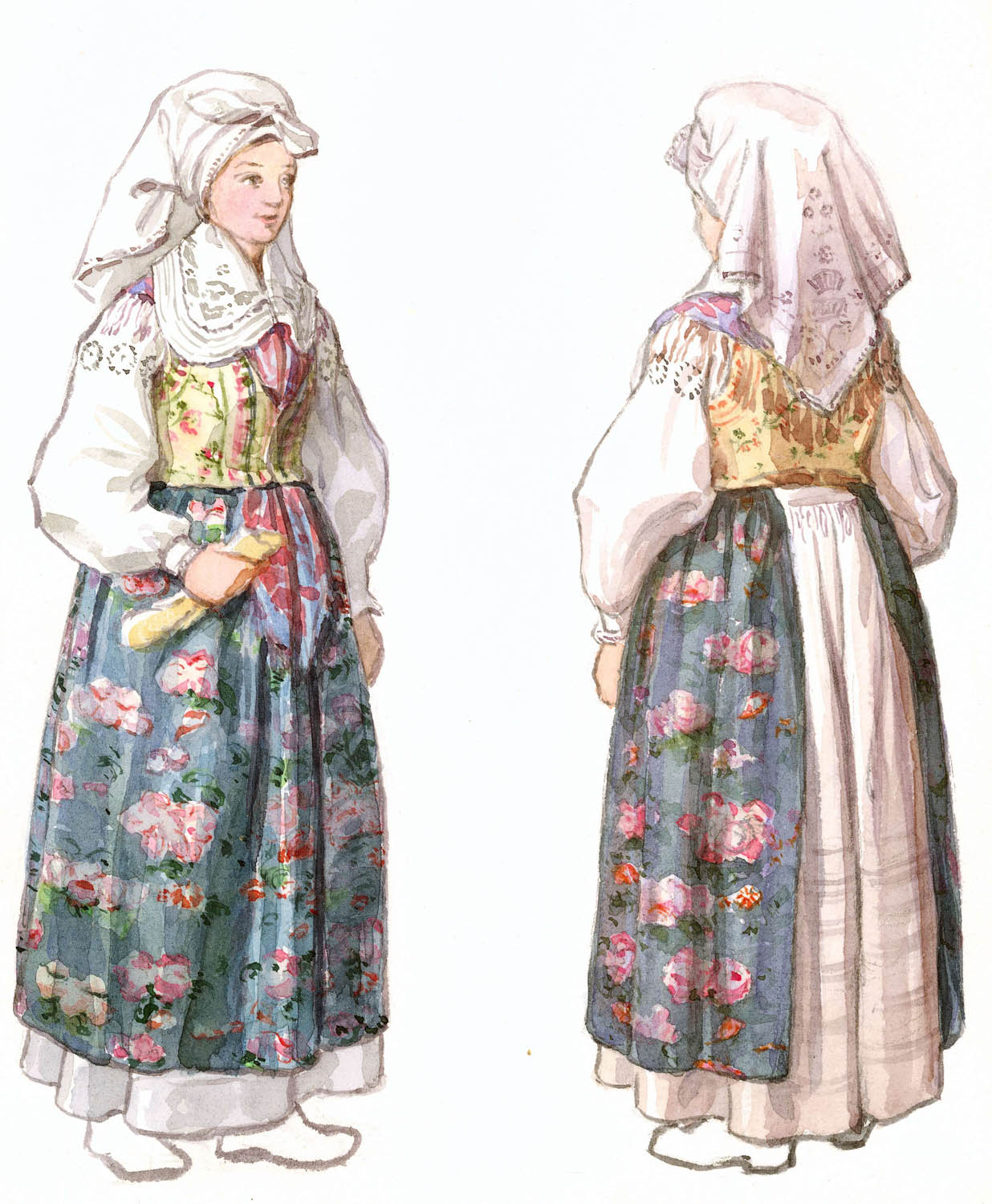
Kvinnodräkt, Jämjö socken, Östra härad, Blekinge. Akvarell av Emelie von Walterstorff - Nordiska Museet - NMA.0035302
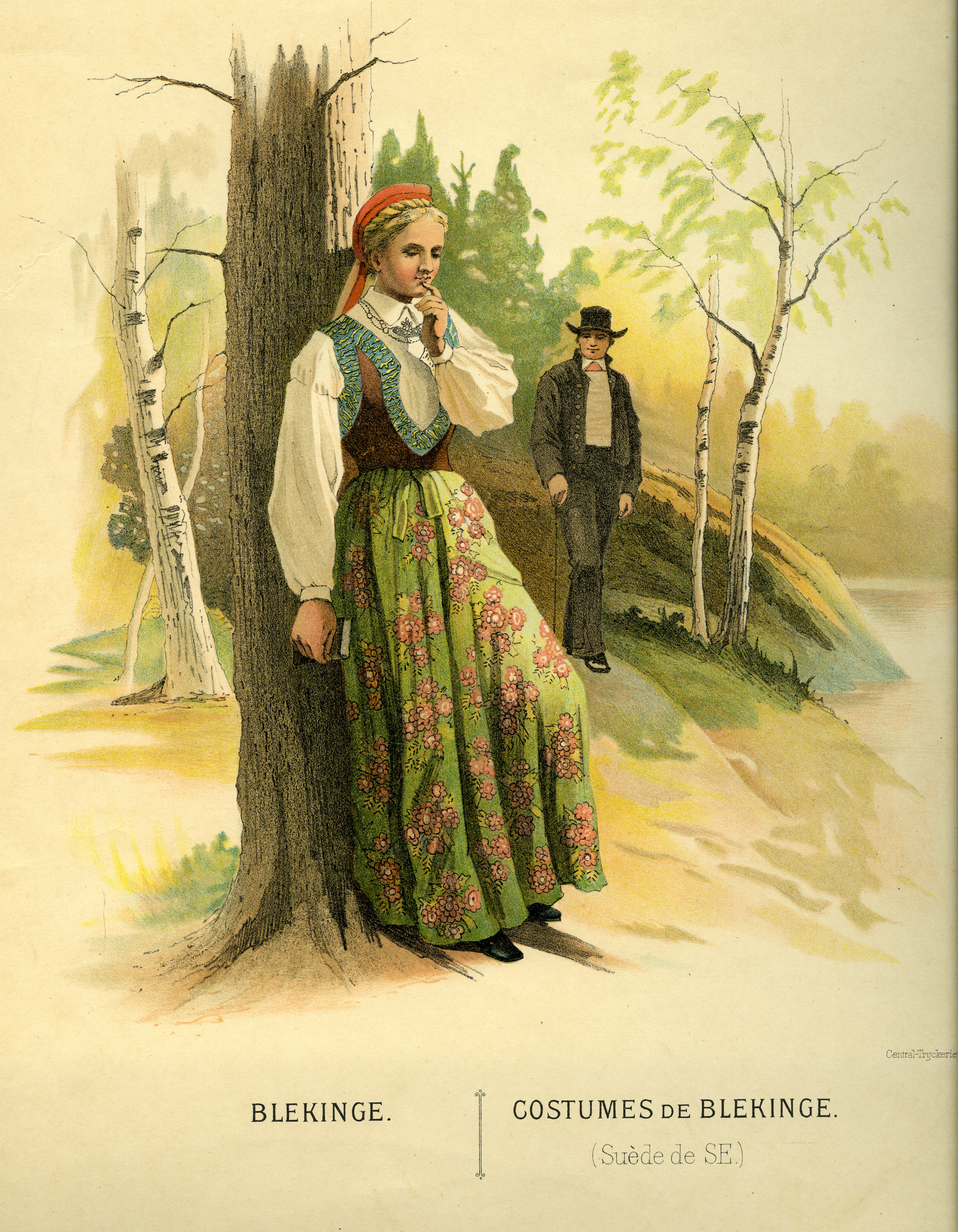
Thulstrup, Nordiska Drägter (1895) pl004 Blekinge
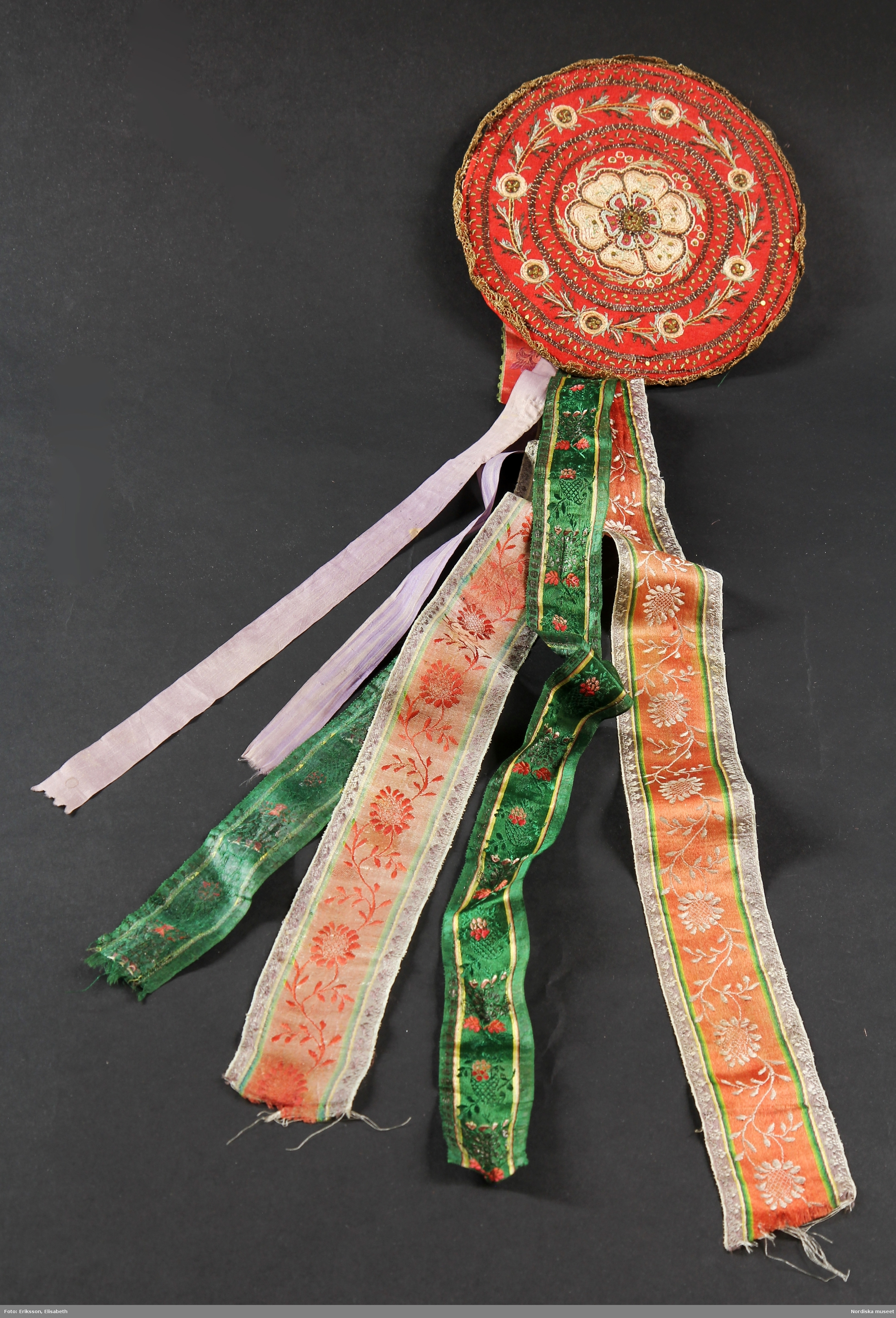
Luva från Blekinge, Ronneby, Kjälltorp